# Gunnar Titzmann
Gunnar Titzmann (* 1974) ist ein deutscher Theater- und Filmschauspieler.

## Leben und Karriere
Seine Kindheit und Jugend verbrachte er in seiner Heimatstadt Hamburg. Von 1997 bis 2001 absolvierte er seine Schauspielausbildung an der Hochschule für Musik, Theater und Medien Hannover.
Als Ensemblemitglied begann er seine Karriere am Theater Ingolstadt, von 2005 bis 2010 war er Ensemblemitglied am Theaterhaus Jena.

Weitere Stationen waren das Thalia Theater Hamburg, das Theater Basel, das Staatstheater Dresden, das Ohnsorg-Theater, das Theater Oberhausen sowie Kampnagel internationale Kulturfabrik.
1999 gab Titzmann sein Spielfilm-Debüt in Schimanski muss leiden.
Es folgten verschiedenste Rollen für Kino und TV.
2023 spielte er eine Gastrolle in der Tatort-Folge Tatort Donuts.
2023 verkörperte er in dem Dokudrama Der Auftragskiller den berüchtigten Auftragsmörder Werner Pinzner. Die Produktion wurde 2023 als beste Dokumentation mit dem goldenen Delfin bei den Corporate media and TV awards in Cannes ausgezeichnet.

## Filmographie
- 1998: Vita Reducta
- 1998:  SK Kölsch
- 1998: Heimkehr
- 1999: Odyssee 2000 - Ein intergalaktisches Doublefeature
- 2000: Schimanski - Schimanski muß leiden
- 2001: Bella Martha
- 2001: Herzschlag – Das Ärzteteam Nord
- 2001: CIS
- 2001: Nieke
- 2002: Alphateam – Die Lebensretter im OP
- 2002: St. Angela
- 2002: Schlüsselkinder
- 2003: Küstenwache
- 2004: Weihnachten auf Eis
- 2006: An die Grenze
- 2007: Die Gustloff
- 2010: Nord Nord Mord
- 2010: Die Pfefferkörner
- 2010: Freigänger
- 2010: Stubbe – Von Fall zu Fall - Verräter
- 2011: Gotham City II - Autobahn in die Hölle
- 2013: Kopfgeschichten
- 2013: Roulette
- 2013: Küstenwache
- 2014: Heimatfront
- 2015: Riss
- 2015: Eine freundliche Warnung
- 2016: Honey, I am home
- 2016: Cinema dell' oscurità
- 2017:  Unter anderen Umständen – Das Geheimnis der Schwestern
- 2017: Großstadtrevier
- 2017: Freelancers (Webserie)
- 2021:  Die Frau im Meer
- 2021: Nord Nord Mord - Sievers und die Tote im Strandkorb
- 2022: Großstadtrevier
- 2022: Wendland - Stiller und das große Schweigen
- 2023: Tatort - Donuts
- 2023: Tatort Reeperbahn - Der Auftragskiller
- 2024: Tatort „Über Grenzen“
- 2024: BLANK
- 2024: Küstenrevier/Schusswaffengebrauch